# (21427) Ryanharrison
(21427) Ryanharrison (1998 FK97) – planetoida z pasa głównego asteroid okrążająca Słońce w ciągu 3,31 lat w średniej odległości 2,22 j.a. Odkryta 31 marca 1998 roku.